# Liparské ostrovy
Liparské ostrovy, také Eolské ostrovy (italsky Isole Eolie) leží v Tyrhénském moři u severního pobřeží Sicílie v aktivním vulkanickém pásmu mezi Etnou a Vesuvem. Jsou to sopečné ostrovy, tedy vrcholky sopek vyčnívající nad hladinu. Jsou součástí italské provincie Messina, náležející k autonomní oblasti Sicílie. Šest ostrovů – Vulcano, Lipari, Panarea, Stromboli, Filicudi a Alicudi – tvoří jeden správní celek, tj. jednu obec, italsky comune di Lipari. Sedmý ostrov Salina s obcemi Santa Marina Salina, Malfa a Leni je samostatný a má vlastní správu.

## Název souostroví
V Itálii je používán takřka výhradně název Eolské ostrovy, Isole Eolie. Lipari je název největšího z Eolských ostrovů a současně je Lipari také hlavní centrum a město ostrova Lipari. Název ostrovů pochází z řecké mytologie od boha větrů Aiola (v češtině Aiolos, latinsky Aeolus, italsky Eolo), který na ostrovech sídlil. V některé české literatuře se pak také používá název ostrovů Aiolské ostrovy.

## Přehled ostrovů
|   | ostrov    | italsky            | rozloha (km²) | nejvyšší vrchol         | max.nadm.výška (m) |
| - | --------- | ------------------ | ------------- | ----------------------- | ------------------ |
| 1 | Lipari    | Isola di Lipari    | 38            | Monte Chirica           | 602                |
| 2 | Salina    | Isola di Salina    | 26,8          | Monte Fossa delle Felci | 962                |
| 3 | Vulcano   | Isola di Vulcano   | 20,9          | Monte Aria              | 500                |
| 4 | Stromboli | Isola di Stromboli | 12,6          | Vancori                 | 924                |
| 5 | Filicudi  | Isola Filicudi     | 9,5           | Fossa Felci             | 774                |
| 6 | Alicudi   | Isola Alicudi      | 5,2           | Filo dell'Arpa          | 675                |
| 7 | Panarea   | Isola di Panarea   | 3,4           | Punta Cardosi           | 421                |

Menší ostrůvky: Basiluzzo, Dattilo, Lisca Bianca, Strombolicchio

## Obecný popis
Liparské ostrovy mají příjemné středomořské klima. Jejich pobřeží je členité, plné strmých útesů. Jsou zde místa vhodná k potápění, ale jen málo pláží. Krajinný ráz určují především výrazné kužele jednotlivých sopek. Ty pokrývá bujná středomořská vegetace. Jsou zde však i místa zcela holá, kde na povrch vystupuje světlá pemza plná kousků černého obsidiánu. Bezesporu největší přírodní zajímavostí je vulkanická činnost – na ostrovech Vulcano a Stromboli jsou dosud aktivní sopky. Na ostrovech nejsou velké hotelové komplexy ani průmyslové podniky (s výjimkou dolů na pemzu na ostrově Lipari). Nově stavěné penziony a soukromé vily slouží převážně jako letní sídla a obvykle se důsledně přidržují architektonického stylu daného starší zástavbou. Tato výstavba vede i k opětovnému osídlování odlehlejších částí ostrovů, v nedávné minulosti opuštěných místním obyvatelstvem stěhujícím se do měst na pobřeží. Ostrovy byly 30. listopadu 2000 pod číslem 908 zapsány na seznam Světového dědictví UNESCO.

## Historie
Ostrovy byly osídleny koncem neolitu. V 6. století př. n. l. zde žili Řekové, v roce 252 př. n. l. Římané. Ve středověku zde často nacházeli útočiště piráti. Na ostrově Lipari, především ve stejnojmenném městě, je řada významných archeologických a stavebních památek (pevnost, katedrála).

## Geologie

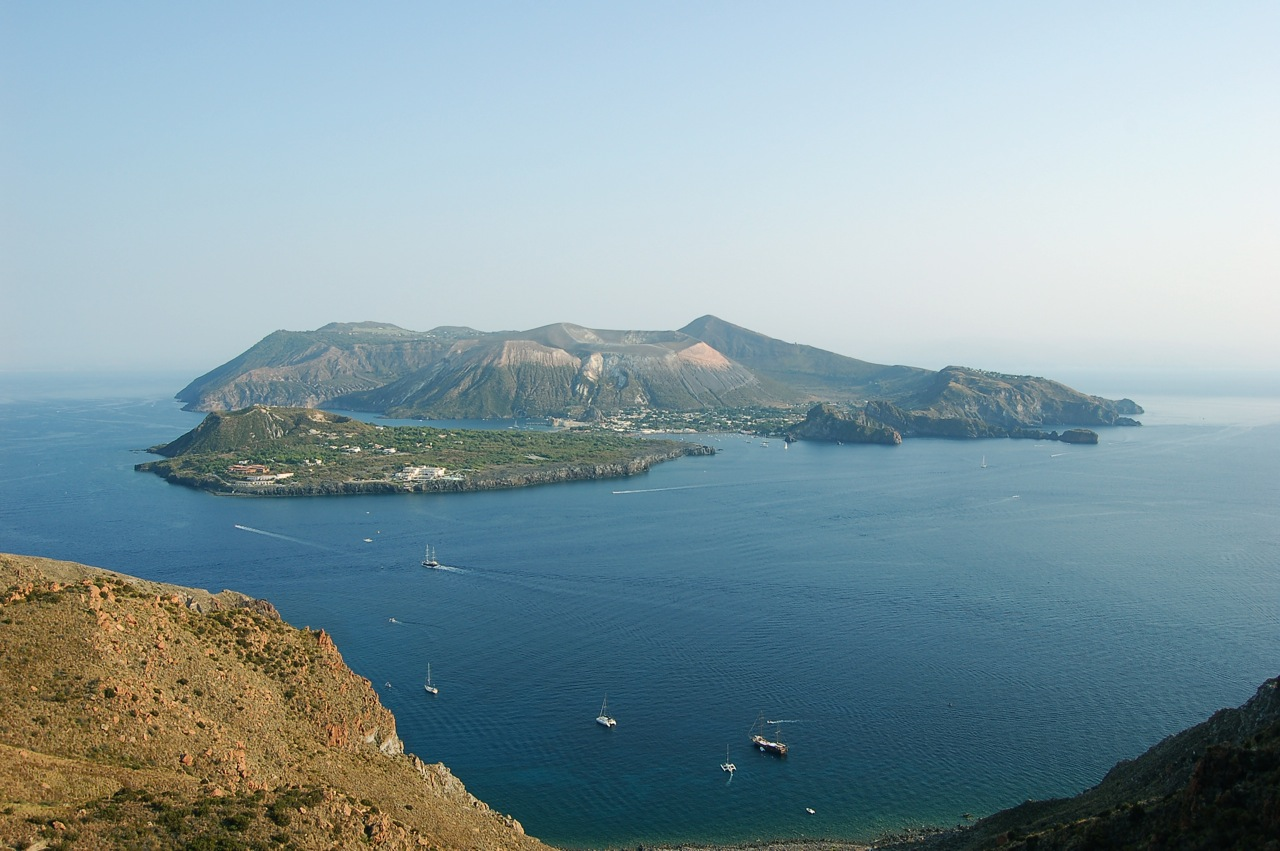
Pohled na ostrov Vulcano z jižní části ostrova Lipari

Vulkanické pásmo spojující Etnu s Vesuvem je stále aktivní. V Tyrhénském moři mezi Liparskými ostrovy a Neapolí se pod hladinou ukrývají činné sopky nemalých rozměrů. Stopy vulkanické činnosti v této oblasti jsou více než dva miliony let staré. Stáří samotných ostrovů je přibližně 350 tisíc let. Jejich nejmladší částí je od roku 183 př. n. l. Vulcanello. Tento původně samostatný ostrov byl v 16. století spojen proudy lávy s ostrovem Vulcano. Už od starověku se na ostrovech těží pemza a v dávné minulosti to byl i obsidián.

## Doprava

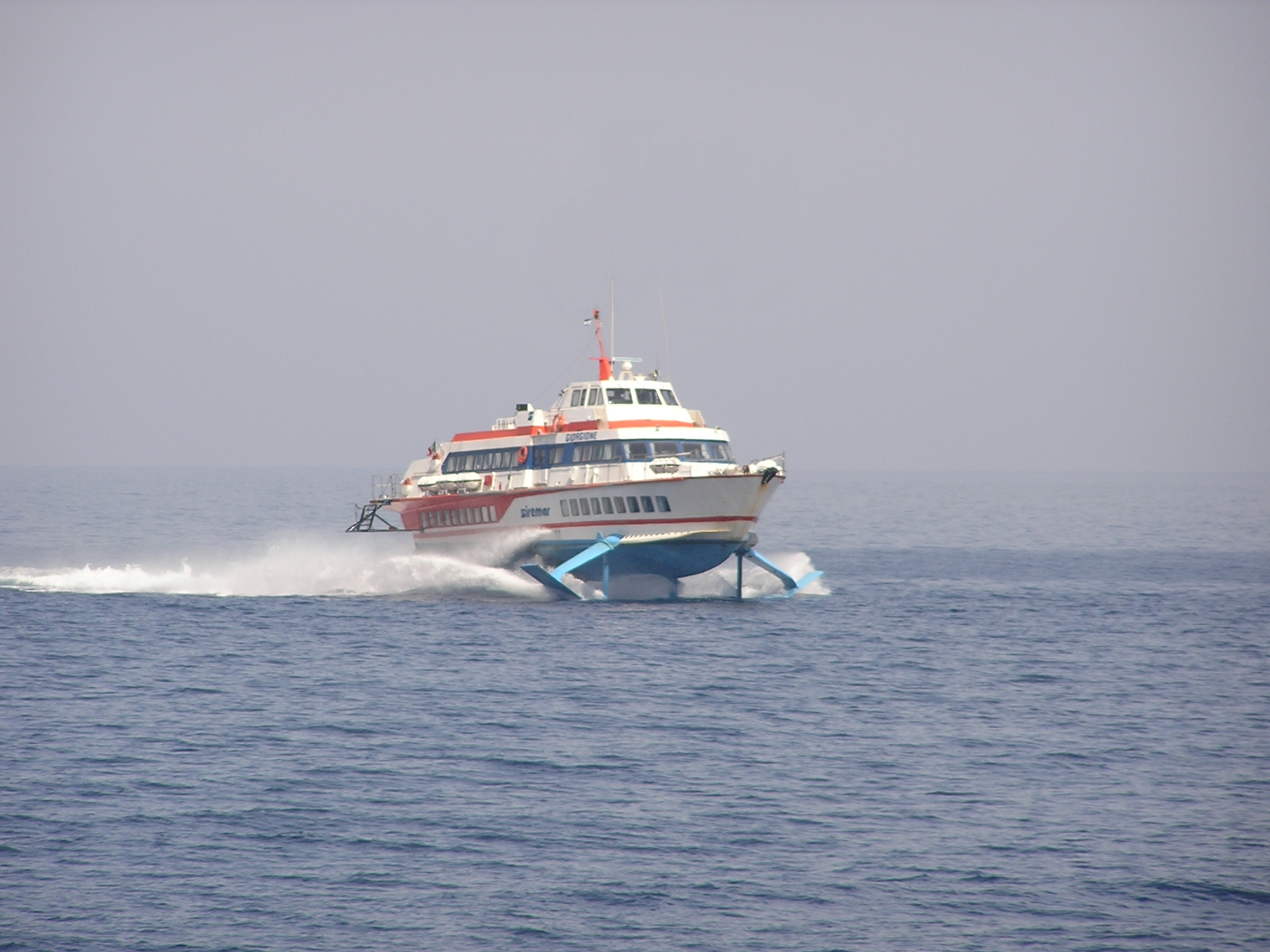
Aliscafo

Spojení mezi jednotlivými ostrovy, se Sicílií a s pevninou je zajištěno pomocí trajektů a rychlých křídlových člunů pro osobní dopravu (tzv. aliscafi). Pravidelné linky vyplouvají z přístavu Milazzo na sicilském pobřeží. Mnohem řidší je spojení s městy Palermo na Sicílii a Neapol na Apeninském poloostrově. Na větších ostrovech (Lipari, Salina, Vulcano) funguje místní autobusová doprava. Na ostrově Alicudi a v lokalitě Ginostra na ostrově Stromboli, kde nejsou silnice, ale pouze schody, jsou jediným dopravním prostředkem soumaři.

## Turistické informace
V turistických informacích na třídě Vittorio Emanuele v centru Lipari, v knihkupectvích i v některých trafikách na Lipari a na Vulcanu jsou běžně k dostání podrobné mapy ostrovů. Přesné informace o ubytování, autobusové a lodní dopravě i o jednotlivých ostrovech lze nalézt na oficiálním webu comune di Lipari a kromě toho i na četných dalších internetových stránkách, věnovaných turismu v této oblasti. Turistické značené cesty jsou zde ovšem spíše vzácné, s výjimkou ostrovů Panarea a Stromboli. Patrně nejvýhodnější místo pro ubytování je díky své poloze a dobrému spojení přístav Lipari na stejnojmenném ostrově. Lodní spoje jsou poměrně četné, avšak doprava je závislá na počasí. Může se stát, že loď vynechá některý přístav na trase, nebo že doprava bude přerušena na několik hodin, případně i do druhého dne.